# Вострухов, Владимир Иванович
Влади́мир Ива́нович Во́струхов (12 июня 1895, Новки, Владимирская губерния — 18 ноября 1971, Москва) — советский военачальник, генерал-полковник (1945).

## Биография
Родился на станции Новки, ныне Камешковского района Владимирской области.
Служил в Русской императорской армии с 1916 года по 1918 год: юнкер 3-й Московской школы прапорщиков, прапорщик. Сражался в боях Первой мировой войны на Западном фронте, начальник пулемётной команды.
В Красной Армии с 1919 года. В годы Гражданской войны В. И. Вострухов участвовал в ликвидации бандитизма на Украине и в боях на Южном фронте, адъютант стрелкового полка.
В межвоенный период В. И. Вострухов — начальник хозяйственной команды стрелкового полка, командир роты караульного батальона Московского военного округа, командир запасного полка, помощник командира стрелкового полка. С 1923 года — командир стрелкового полка. В 1925 году окончил Стрелково-тактические курсы усовершенствования комсостава РККА «Выстрел» им. Коминтерна, по окончании назначен старшим преподавателем этих курсов. С 1932 года — начальник Стрелково-тактического института «Выстрел». В 1933 году окончил вечернее отделение Военной академии РККА имени М. В. Фрунзе. С 1934 года — помощник инспектора пехоты и стрелковой подготовки РККА, старший помощник инспектора пехоты РККА. С 1940 года В. И. Вострухов — инспектор 1-го отдела Управления боевой подготовки Красной Армии.
С начала Великой Отечественной войны генерал-майор В. И. Вострухов в должности заместителя командующего 22-й армии Западного фронта по тылу. С 20 октября 1941 года временно был допущен к исполнению должности командующего этой армией, которая вела тяжёлые оборонительные бои в составе Калининского фронта на рубеже Идрица — Дрисса — Витебск. Под натиском превосходящих сил противника армия отходила на восток, и на рубеже Осташков — Селижарово войскам удалось закрепиться и приостановить наступление противника.
Из выписки телеграммы № 655 от 23 ноября 1941 года товарищу Сталину:

…Допущенный к исполнению должности командарма 22, генерал-майор В. И. Вострухов с обязанностями не справился. По опыту проведения Селижаровской операции выявилось, что В. И. Вострухов нуждается в подсказывании решений в мелочах и требует держать его все время на поводу. В сложной обстановке растеряется и не обеспечит управления армией. Конев, Леонов.
В феврале 1942 года В. И. Вострухов — в распоряжении Главного управления кадров. С марта по апрель 1942 года — командующий 31-й армией Калининского фронта, оборонявшейся на рубеже населённых пунктов Родня — Погорелово — Погорелое Городище (Калининская область). С 10 апреля 1942 года — начальник тыла — заместитель командующего по тылу Калининского фронта. С ноября 1942 года — заместитель командующего по тылу 30-й армии Западного фронта. С апреля 1943 года — начальник тыла — заместитель командующего по тылу Степного военного округа (9 июля 1943 года преобразован в Степной фронт, с 20 октября — во 2-й Украинский фронт). На этом посту принимал участие в Курской битве, Белгородско-Харьковской операции, в битве за Днепр, в Кировоградской, Корсунь-Шевченковской, Уманско-Ботошанской, Ясско-Кишинёвской, Бухарестско-Арадской, Дебреценской, Будапештской, Венской, Банска-Быстрицкой и в Пражской наступательных операциях.
С мая 1945 года — заместитель по тылу командующего войсками Забайкальского фронта. В августе 1945 года участвовал в Маньчжурской стратегической наступательной операции (Хингано-Мукденская фронтовая операция).
После войны, с 10 сентября 1945 года В. И. Вострухов — заместитель командующего войсками по тылу Забайкальско-Амурского военного округа. С 1946 года — начальник Военной академии тыла и снабжения им. В. М. Молотова. С ноября 1949 года — начальник тыла ВВС СССР. С 1953 года — в запасе.
Скончался 18 ноября 1971 года в Москве. Похоронен на Новодевичьем кладбище.

## Награды
- Орден Ленина (21.02.1945)[1]
- Три ордена Красного Знамени (22.02.1944, 3.11.1944, 20.06.1949)
- Орден Суворова I степени (8.09.1945)
- Орден Кутузова I степени (13.09.1944)
- Орден Богдана Хмельницкого I степени (28.04.1945)
- Орден Отечественной войны I степени (27.08.1943)
- Медаль «В ознаменование 100-летия со дня рождения Владимира Ильича Ленина»
- Медаль «За победу над Германией в Великой Отечественной войне 1941—1945 гг.»
- Медаль «20 лет Победы в Великой Отечественной войне 1941—1945 гг.»
- Медаль «За победу над Японией»
- Медаль «За взятие Будапешта»
- Медаль «За взятие Вены»
- Медаль «За доблестный труд в Великой Отечественной войне 1941—1945 гг.»
- Медаль «XX лет Рабоче-Крестьянской Красной Армии»
- Медаль «30 лет Советской Армии и Флота»
- Медаль «50 лет Вооружённых Сил СССР»
- Медаль «В память 800-летия Москвы»

Иностранные награды:
- Командорский Крест ордена Возрождения Польши (Польша)[2]
- Орден Венгерской свободы II степени (Венгрия)
- Ордена «Защита Отечества» II и III степеней (Румыния)
- Орден «За боевые заслуги» (МНР, 6.07.1971)
- Орден «Юнь Квей» II степени (Китай, 24.01.1946)
- Медаль ордена Заслуг Венгерской Народной Республики II степени (Венгрия)
- Медаль «За освобождение от фашистского ига» (Румыния)
- Медаль «25 лет освобождения Румынии» (Румыния, 24.10.1969)
- Медаль «За Победу над Японией» (МНР)

## Воинские звания
- полковник (1935)
- комбриг (25.04.1940)
- генерал-майор (4.06.1940)
- генерал-лейтенант (25.09.1943)
- генерал-полковник (29.05.1945)